# Station Olsztyn Główny
Station Olsztyn Główny is een spoorwegstation in de Poolse plaats Olsztyn. In de classificatie van de PKP is dit een station in de B-categorie.

## Geschiedenis

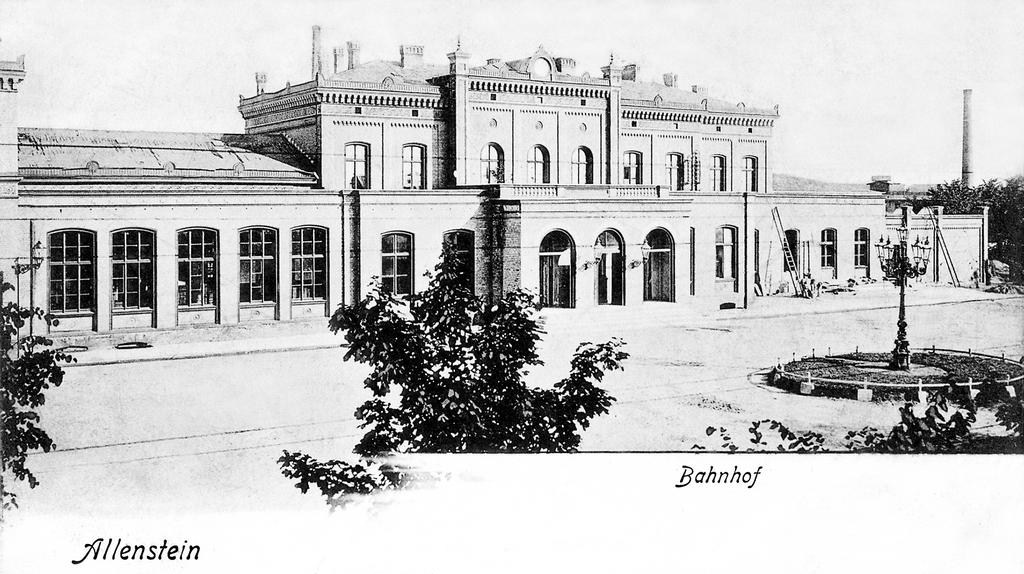
Voormalig stationsgebouw

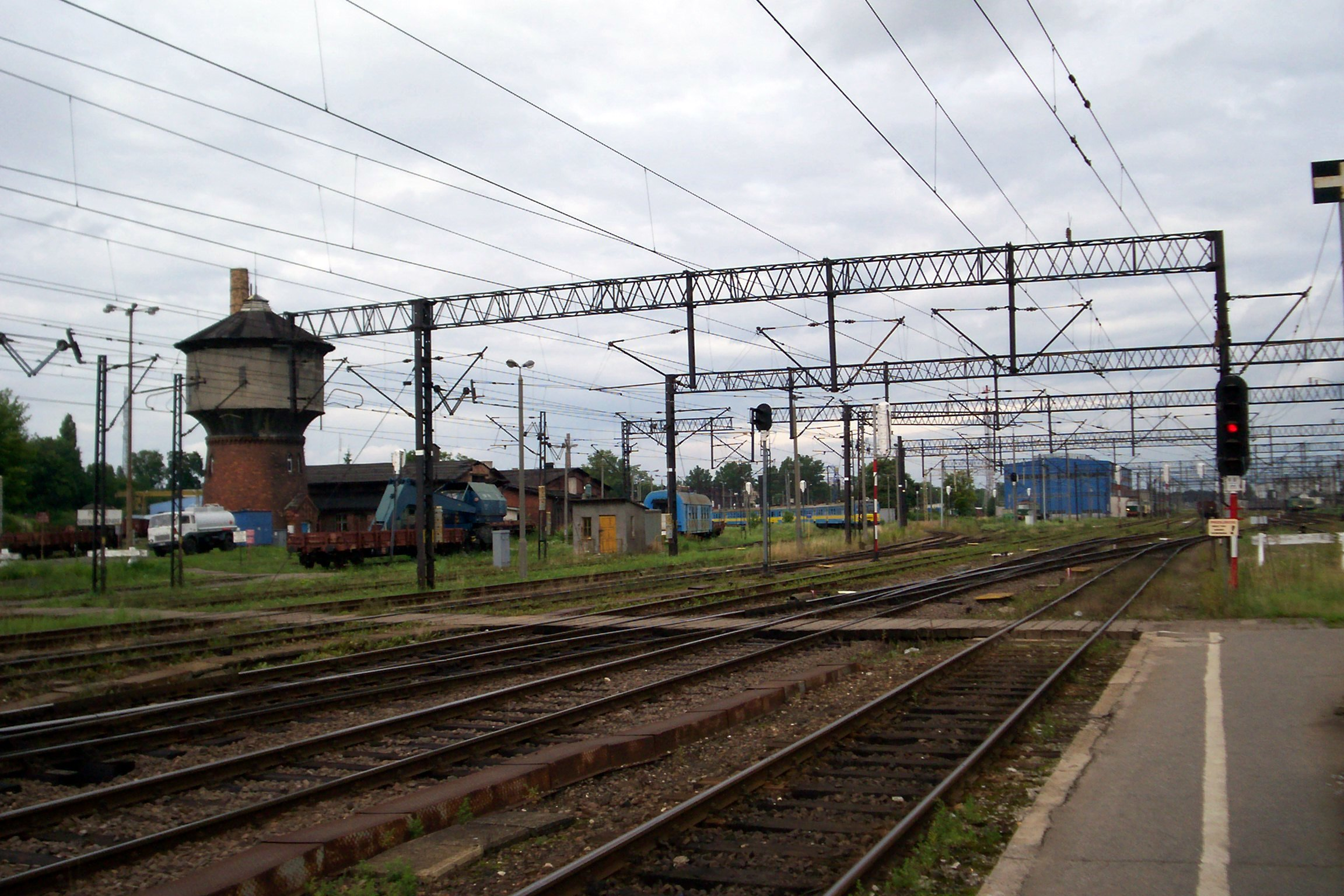
Spoorinfrastructuur bij station Olsztyn Główny

Het stationsgebouw in het toenmalige Allenstein is aangelegd op 1 december 1872. In 1902 werden er tunnels aangelegd naar de sporen, gevolgd door de eerste tramverbinding in 1907. Aan het eind van de Tweede Wereldoorlog, februari 1945 is het stationsgebouw afgebrand. In 1948 is een nieuw stationsgebouw aangelegd, dat in 1971 werd vervangen door het huidige gebouw.